# Витебско войводство
Витебското войводство (на полски: Województwo witebskie, на латински: Palatinatus Vitebsciensis) е административно-териториална единица в състава на Великото литовско княжество и Жечпосполита. Административен център е град Витебск.
Войвоството е организирано в началото на XVI век като резултат от преобразуването на Витебското княжество. Първоначално територията му не е разделена на повяти. През XVII век към него е присъединен Оршенския повят (дотогава част от Смоленското войводство). В Сейма на Жечпосполита е представено от двама сенатори (войводата и кастелана) и четирима депутати.
В резултат на първата подялба на Жечпосполита (1772) почти цялата територия на войводство е анексирана от Руската империя, с изключение на нейната югозападна част с градчето Шепелевиче. При втората подялба на Жечпосполита (1793) и тази територия е анексирана от Русия.